# Okoli sveta (računalniška igra)
Okoli sveta je bila izobraževalna, geografska računalniška igra s slovenskim pogovornim vmesnikom, ki je delovala na mikroračunalniku Commodore 64. Igra je bila brezplačna in je izšla kot dodaten paket pri ponudnikih piratskih računalniških programov v Jugoslaviji. Avtor igre je bil Boštjan Burger. Izid igre je bil junija 1983, število distribuiranih izvodov je neznano.
Cilj igre: pot okoli sveta s pravilnimi odgovori na vprašanja povezana z geografsko lokacijo, ki jo je prikazal grafični vmesnik. Začetek poti je bil v Ljubljani (Ljubljanski grad) - Moskva (Rdeči trg) - Kitajski zid - San Francisko (Golden Gate)- New York (Kip svobode) - London (Towers Bridge) - Pariz (Eifflov stolp) - vrnitev v Ljubljano.
Nadaljevanje: igra je bila idejna osnova ( obdobje zbiranja gradiva do prve spletne objave 1993-1996) za geografsko spletno stran City View : www.burger.si / www.mojaslovenija s poudarkom na prostorski predstavi geografskih lokacij.
Grafika: kombinacija preddefiniranih slikovnih znakov - sprite.